# Buteo albigula
Buteo albigula (лат.) — вид хищных птиц из семейства ястребиных. Подвидов не выделяют.

## Распространение
Обитают в Андах от Колумбии на севере до Боливии на юге. При этом гнездование зафиксировано только на территории Чили и Аргентины.

## Описание
Длина тела 38-48 см. Размах крыльев 84—102 см. Отметины на боках груди и бедер позволяют отличить данный вид от Buteo brachyurus; хвост заметно длиннее. Буровато-черный цвет распространен сверху и по бокам головы; белый внизу, с каштановыми боками, грудка и живот с коричневыми прожилками, а бедра с рыжими полосами; хвост сверху темно-коричневый, снизу же сероватый, с 8-10 узкими темными полосами. Темная морфа неизвестна (хотя предполагается, что она существует), в отличие от B. brachyurus. Самка подобна самцу, но несколько крупнее (на 2-20 %). Голые части тела: радужная оболочка коричневая (возможно, более светлая у молодых), цевки и ноги желтые. Молодые особи похожи на взрослых, но имеют большие черноватые полосы на груди и боках, полосы на «щеках» и боках груди и коричневые полосы на бедрах. При этом полиморфная молодь Geranoaetus polyosoma крупнее, с более длинными крыльями, более коротким хвостом, без капюшона и имеет более равномерно выраженную нижнюю часть тела, чем у рассматриваемых видов.

## Биология
Информации о рационе мало. Известно, что эти птицы употребляют в пищу насекомых, грызунов и птиц.